# Carcino-embryonaal antigen
Het carcino-embryonaal antigen (CEA) is een glycoproteïne dat betrokken is bij de celadhesie. CEA wordt geproduceerd gedurende de foetale ontwikkeling. De productie stopt reeds voor de geboorte. CEA is dan ook niet aanwezig in het bloed van gezonde volwassenen. De niveaus zijn echter verhoogd bij zware rokers. CEA werd ontdekt in 1965 door Phil Gold en Samuel O. Freedman in kankercellen van het colon. Bij patiënten met colorectaal-, maag-, pancreas-, long- en borstkanker alsook patiënten met medullair schildkliercarcinoom zijn de CEA-waardes verhoogd ten opzichte van gezonde volwassenen. CEA wordt daarom vooral gebruikt als tumormarker. De hoogte van het CEA zegt iets over de prognose van de ziekte en kan daarnaast ook worden toegepast om het ziekteproces en respons op de behandeling te vervolgen.